# Ulla Kaasinen
Ulla-Riitta Kaasinen (* 16. September 1960 in Helsinki) ist eine ehemalige finnische Fußballspielerin und -trainerin.

## Spielerkarriere

### Vereine
Kaasinen spielte im Seniorinnenbereich bereits im Alter von 14 Jahren für den in ihrem Geburtsort ansässigen Helsingin jalkapalloklubi in der Suomen mestaruussarja (SM-sarja), der unter diesem Namen seinerzeit höchsten Spielklasse im finnischen Frauenfußball. Dem Verein gehörte sie zunächst bis zum Ende der Spielzeit 1981 an und trug viermal zur Meisterschaft und einmal zum Pokalgewinn bei.
Ins westliche Nachbarland gelangt, spielte sie für den schwedischen und in Solna in der Provinz Stockholm ansässigen AIK Solna in der seinerzeit höchsten Spielklasse. Nach vier Spielzeiten begab sie sich in die Hauptstadt und gehörte dem Ligakonkurrenten Hammarby IF eine Spielzeit lang an. Ohne einen Titel kehrte sie im Jahr 1987 nach Finnland zurück  und kam ein zweites Mal für HJK Helsinki, wenn auch nur für eine Spielzeit, zu Punktspielen. Anschließend spielte sie von 1988 bis 1989 für den Helsingin Pallo-Pojat und – mit Übergabe der Frauenvertretung an den FC United Helsinki – eine Spielzeit für diesen Verein. Die Meisterschaft von 1989 mit Helsingin Pallo-Pojat konnte mit dem FC United Helsinki und dem Double noch einmal gesteigert werden. In den Spielzeiten 1991 und 1992 gehörte sie dem HJK Helsinki ein drittes und letztes Mal an und – mit zweimaligen Double (Meisterschaft und Pokal) – erneut erfolgreich.

### Nationalmannschaft
Kaasinen bestritt als Nationalspielerin für den SPL 41 Länderspiele für die A-Nationalmannschaft, in der sie von 1975 bis 1990 (außer in den Jahren 1976, 1977 und 1981) Berücksichtigung fand. Mit der Mannschaft nahm sie fünfmal am Turnier um die Nordische Meisterschaft teil, in denen sie insgesamt 13 Spiele bestritt und zwei Tore erzielte. Im zweiten Spiel im Turnier um die Nordische Meisterschaft 1975, beim 9:0-Sieg über die Nationalmannschaft Finnlands am 26. Juli in Vejen, bestritt sie im Alter von 14 Jahren (!) ihr erstes Länderspiel. Im Turnier 1978 wurde sie bereits dreimal eingesetzt, wie auch 1979, wobei ihr in Letzterem am 8. Juli in Oslo, im letzten Spiel beim 1:1-Unentschieden gegen die Nationalmannschaft Schwedens mit dem Treffer zur 1:0-Führung in der 33. Minute, ihr erstes Länderspieltor gelang. Ein weiteres gelang ihr im Turnier 1982, ebenfalls im letzten Spiel, am 18. Juli in Vejle beim 1:1-Unentschieden gegen die Nationalmannschaft Norwegens.
Des Weiteren kam in sie in jeweils drei Spielen im Turnier um den Zypern-Cup 1990 in Agia Napa, als Alternative zur (seit 1982 nicht mehr ausgetragenen) Nordischen Meisterschaft, zum Einsatz, wie auch ein Jahr zuvor im Xiamen-Turnier in der gleichnamigen Küstenstadt im Südosten der Volksrepublik China. Ferner nahm sie mit ihrer Mannschaft an der Inoffiziellen Europameisterschaft in Italien teil und kam in den beiden Spielen der Gruppe B (1:3 vs England (1 Tor), 1:1 vs. Schweiz am 19. und 21. Juli 1979) zum Einsatz. Zwei Tore in einem Länderspiel gelangen ihr im dritten von fünf Freundschaftsspielen am 20. August 1987 in Turnov beim 5:0-Sieg über die Nationalmannschaft der Tschechoslowakei mit den Treffern zum 3:0 und 4:0 in der 54. und 72. Minute.
Sie bestritt 13 EM-Qualifikationsspiele (4. bis 6. Spiel Gruppe 1 1982/83, alle sechs Spiele Gruppe 1 1985/86 und die ersten und letzten beiden Spiele Gruppe 1 1987/88, 1 Tor im letzten Spiel am 4. September beim 1:1 vs. England) sowie zwei WM-Qualifikationsspiele der Gruppe 3 (3:0 vs. Belgien am 12. Mai 1990, 0:4 vs. Norwegen am 13. Juni 1990; zugleich ihr letztes Länderspiel).

### Erfolge
HJK Helsinki
- Finnischer Meister 1975, 1979, 1980, 1981, 1987, 1991, 1992
- Finnischer Pokal-Sieger 1981, 1991, 1992

FC Helsinki United
- Finnischer Meister 1990
- Finnischer Pokal-Sieger 1990

Helsingin Pallo-Pojat
- Finnischer Meister 1989

### Auszeichnung
- Aufnahme in die Hall of Fame 2018[7]

## Trainerkarriere
Nach ihrer Spielerkarriere schlug Kaasinen eine Trainerkarriere ein, die allerdings von kurzer Dauer war. Von 1993 bis 1995 war sie als Cheftrainerin des Malmin Palloseura Helsinki tätig und führte ihre Mannschaft 1994 zum Meistertitel. Damit war sie die erste Frau, die als Spielerin und Trainerin die finnische Meisterschaft gewann.